# Ретлё (Старорусский район)
Ретлё — деревня в Старорусском районе Новгородской области, входит в состав Наговского сельского поселения. 

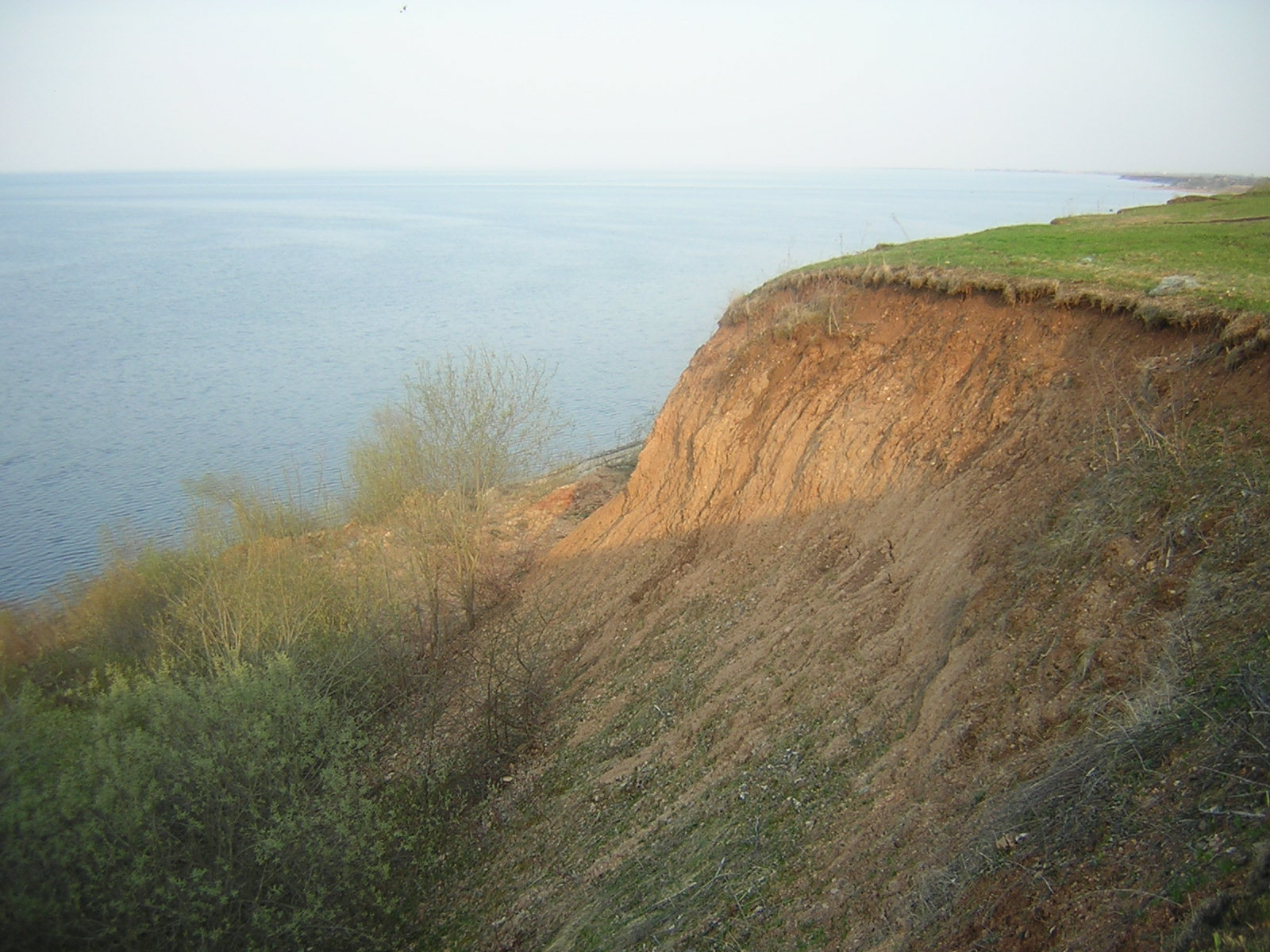
Ильменский глинт у деревни Ретлё

Расположена на южном берегу озера Ильмень, который представляет собой геологический памятник — Ильменский глинт. 
По южной окраине деревни протекает река Псижа. Ближайшие населённые пункты — деревни Буреги, Устрека, Горка, Пустошь.
До апреля 2010 года деревня входила в состав ныне упразднённого Бурегского сельского поселения.
В деревне есть две улицы — Дачная и Вишнёвая. В 2 км к югу от Ретлё проходит автомобильная дорога Р51 Шимск — Старая Русса.

## Население
| 2009 | 2010 |
| ---- | ---- |
| 33   | →33  |